# Blumenhof (Eitorf)
Blumenhof ist ein Ortsteil der Gemeinde Eitorf im Rhein-Sieg-Kreis im Süden Nordrhein-Westfalens.

## Lage
Der Blumenhof liegt auf dem Lindscheid in einer Höhe von 150 m ü. NHN. Wohnplätze in der Nachbarschaft sind der Heckerhof und die Josefshöhe.

## Einwohner
1885 hatte Blumenhof zwei Wohngebäude und zwölf Einwohner. 1925 wohnten hier die Haushalte Luise Löhr in Haus Nr. 1 und in Haus Nr. 3 die Ackerer Franz und Wilhelm Zens. 2017 entstand auf dem früheren Ackerland die Siedlung „Am Blumenhof“ mit neuen 27 Wohnhäusern.